# Монастырь (сериал)
«Монасты́рь» — российский драматический сериал режиссёра и сценариста Александра Молочникова. Рассказывает историю московской тусовщицы Марии, скрывающейся от бандитов в православном монастыре. Главные роли исполняют Филипп Янковский, Анастасия Ивлеева и Марк Эйдельштейн. Также в сериале сыграли Наталья Кудряшова, Мария Миронова, Светлана Иванова, Мария Абашова и Джаник Файзиев. Премьера состоялась 19 ноября 2022 года в онлайн-кинотеатре «Кинопоиск». За первые сутки сериал установил рекорд: его посмотрело свыше 250 тысяч пользователей. 
19 сентября 2024 года сериал был официально продлён на второй сезон. 

## Сюжет
История о тусовщице Марии (Анастасия Ивлеева), идущей к вере. По её вине жена крупного бизнесмена Ангелина оказывается в эпицентре громкого сексуального скандала. Спасаясь от преследования мужа Ангелины, она оказывается в женском монастыре под надзором отца Варсонофия (Филипп Янковский).
Во втором сезоне Юра (Марк Эдельштейн) переезжает на учебу в Москву, отца Варсонофия также ждут большие перемены.

## Актёрский состав

### Главные роли
- Филипп Янковский — Варсонофий (Владимир Шумаков), духовник мужского монастыря
- Анастасия Ивлеева — Мария Дятлова, тусовщица, попавшая в монастырь из-за преследования опасными людьми
  - Валерия Шутовская — Мария (в молодости)
- Марк Эйдельштейн — Юра, послушник, внук Варсонофия
- Наталья Кудряшова — Елизавета, игуменья женского монастыря, младшая дочь Варсонофия (с 5 серии — монахиня женского монастыря)
  - Алёна Малахова — Елизавета в детстве
- Мария Миронова — Патрикея, монахиня женского монастыря, помощница матушки Елизаветы (с 5 серии — игуменья женского монастыря)
- Светлана Иванова — Ольга Шумакова, бывшая жена Варсонофия, мать Алисы и Лизы
- Мария Абашова — Ангелина Буркова, жена Николая, подруга Маши
- Джаник Файзиев — Николай Бурков, влиятельный олигарх, муж Ангелины

### Второстепенные роли
- Артём Быстров — Виктор, трудник
- Павел Ворожцов — трудник
- Леонид Тележинский — трудник
- Дмитрий Гурьянов и Сергей Борисов — подручные Николая, преследующие Машу.
- Марина Калецкая — Пантелеймона, послушница женского монастыря, подруга Маши.
- Ёла Санько — матушка Евдокия
- Анастасия Великородная — послушница Назария
- Анна Шевчук — послушница Агафья
- Диана Енакаева — Алиса, старшая дочь Варсонофия и Ольги, мать Юры (в детстве)

### Эпизодические роли
- Пётр Рыков — Сергей, фитнес-тренер Ангелины
- Владимир Варнава — Саша, парень, опубликовавший интимное видео с участием Маши и Ангелины
- Давид Ниамеди — Джу, сёрфер, друг Саши
- Олег Гаас — Кирилл, бывший парень Маши
- Валентина Мазунина — прихожанка
- Кай Алекс Гетц — Витя
- Алексей Розин — отец Вити
- Василий Бочкарёв — старец Михаил
- Иван Злобин — Коля
- Евгения Добровольская — мама Коли, больного синдромом Туретта
- Ида Галич — посетительница казино
- Артур Смольянинов — Алексей
- Елена Коренева — бабушка Марии
- Игорь Миркурбанов ― Питер

## Список серий
| № | Название   | Режиссёр             | Автор сценария       | Дата премьеры   |
| --- | ---------- | -------------------- | -------------------- | --------------- |
| 1 | «Эпизод 1» | Александр Молочников | Александр Молочников | 19 ноября 2022  |
| Молодой послушник Юра готовится стать монахом и сталкивается с определёнными трудностями. Одним днём в Эмиратах, любительница вечеринок Маша и жена олигарха Ангелина едут развлечься. Подруги знакомятся с двумя симпатичными парнями и вечером отправляются в клуб. Там они принимают наркотики и занимаются сексом с новыми знакомыми. На следующее утро Маша обнаруживает, что Ангелина и её муж Николай уехали. Девушка самостоятельно возвращается в Россию, где по прибытии узнаёт, что в интернет опубликовали интимное видео с их участием. Теперь Марию преследуют подручные Николая. Пытаясь от них скрыться, она попадает в мужской монастырь.                                                                                           |            |                      |                      |                 |
| 2 | «Эпизод 2» | Александр Молочников | Александр Молочников | 19 ноября 2022  |
| Батюшка предлагает Маше отогреться и уехать, но девушка прикладывает все усилия для того, чтобы задержаться подольше. Отец Варсонофий решает отправить её в женский монастырь к матушке Елизавете. Игуменья против того, чтобы девушка осталась у них, но после уговоров Варсонофия, она всё же соглашается. Машу привлекают к монастырскому труду, как трудницу, в преддверии праздника Пасхи. Юра пытается выяснить, кто его мать и что с ней случилось. |            |                      |                      |                 |
| 3 | «Эпизод 3» | Александр Молочников | Александр Молочников | 26 ноября 2022  |
| Мария пытается помочь новой больной подруге Пантелеймоне и едет вместо неё трудится в коровнике. Юра расспрашивает матушку Елизавету о матери, ведь она её сестра и должна знать подробности. Позже парень едет в город вместе с дядей Витей, однако на середине пути их машину тормозят бандиты, которые ищут сбежавшую. Пантелеймоне становится хуже и Маша просит у Елизаветы лекарство, но та ей отказывает, ссылаясь на притворство послушницы. Девушке ничего не остаётся, кроме как вызвать скорую вставив сим-карту в телефон. Из-за этого бандитам становится известно местоположение Марии. |            |                      |                      |                 |
| 4 | «Эпизод 4» | Александр Молочников | Александр Молочников | 3 декабря 2022  |
| К воротам монастыря приезжает скорая помощь. Мария замечает машину бандитов, но её успевает спасти Юра, с которым она сближается, а позже лишает его девственности. Варсонофий и его сын сталкиваются в конфликте. Матушка Елизавета вводит новое правило — теперь все будут писать на бумаге откровения помыслов. Патрикея читает вслух запись Маши и её осуждают за содомский грех. В женском монастыре по случаю приезда митрополита и греческого старца Яниса начинается служба, во время которой Маша выясняет, что Пантелеймона в реанимации и просит у митрополита узнать о её здравии. Матушка отчитывает Машу в своём кабинете за проступки и монахини закрывают девушку в подвале.                                                         |            |                      |                      |                 |
| 5 | «Эпизод 5» | Александр Молочников | Александр Молочников | 10 декабря 2022 |
| Юра просит отца помочь избавиться от навязчивых мыслей, на что тот предлагает ему отправиться в скит и принять обет молчания. В заточении Маша вспоминает, как мечтала вырваться из провинции и стать моделью. Митрополит Гавриил приезжает в женский монастырь и назначает Патрикею новой настоятельницей. Елизавета выпускает Машу и сообщает о смерти Пантелеймоны. Варсонофий признаётся Елизавете, что это он сместил её с должности и напоминает о проявлении любви и милосердия к монахиням. Маша встречает отца Варсонофия, который признаёт свою вину в её наказании и мучениях, а также говорит ей о том, что Елизавета — его родная дочь. Вернувшись в мужской монастырь, Маша исповедуется и начинает жить в старом доме Варсонофия.     |            |                      |                      |                 |
| 6 | «Эпизод 6» | Александр Молочников | Александр Молочников | 17 декабря 2022 |
| Разочаровавшись в праведной жизни, Юра вместе с трудниками идёт развлекаться, чтобы наверстать упущенное. К Маше приезжает Ангелина, успокаивающая девушку новостью о том, что её больше никто не ищет. Подруга предлагает ей вернуться в Москву, но Маша отказывается. Варсонофий рассказывает всю правду о рождении Юры. На самом деле, он является мальчику дедушкой, а его родная мать — Алиса, старшая дочь Варсонофия. Под воздействием эмоций, Юра приходит на вечеринку к выпускникам, где напивается и принимает наркотики. Позже его находит Маша и оказывает ему помощь. Спустя некоторое время, Юра уезжает поступать в учебное заведение и встретиться с матерью. Он прощается с Варсонофием и Марией, которые теперь счастливы вместе. |            |                      |                      |                 |

## Релиз
Премьера первых двух эпизодов состоялась 19 ноября 2022 года в онлайн-кинотеатре «Кинопоиск». В день релиза сериал поставил рекорд: его посмотрело свыше 250 тысяч пользователей, что позволило ему обогнать по количеству просмотров такие проекты, как: «Дом Дракона», «Рик и Морти» (пятый сезон), «Нулевой пациент», «Закрыть гештальт», «Конец света» и «Мажор» (четвёртый сезон). Сериал возглавил топ-20 «Кинопоиска» по количеству зрителей за 2022 год.
24 ноября 2022 года стало известно, что Министерство культуры отказало сериалу в выдаче прокатного удостоверения «из-за оскорбления чувств верующих». 

## Создание
До начала съёмок сценарий сериала был предоставлен РПЦ, однако не нашёл там поддержки. По словам Владимира Легойды: «Перед началом съёмок мы получили запрос от создателей сериала, чтобы мы им разрешили снимать в некоторых местах — монастыри, храмы и пр. И готовность с нашей стороны была. Действительно хороший замысел, человек перевоспитывается, нравственная составляющая. После прочтения сценария мы сказали, что не готовы в таком виде поддержать. Со стороны съёмочной группы готовности продолжать диалог не последовало».
Многие страны по-прежнему требовали соблюдать ряд ограничений из-за мировой пандемии, поэтому съёмочный процесс отдыха Марии и Ангелины в Эмиратах решили провести в Тунисе. Основные сцены снимали сериал на территории Ферапонтова и Кирилло-Белозерского монастырей. По словам создателей картины, съёмки в монастырях РПЦ согласовала им без проблем. Работа велась так, чтобы не мешать внутренней жизни монахов. Локейшен-менеджер картины Михаил Лонцих отметил: «Братия очень благосклонно к нам отнеслась, спасибо ей большое. Люди в монастырях открытые, миролюбивые, ко всему относились с пониманием, помогали. Многие не знали, кто такая Настя Ивлеева, поэтому для них кино с ней — что-то потустороннее. Работать в монастырях было сложно, но мы справились. Настоящих монашеских келий в фильме нет — они снимались в других помещениях монастырей».
19 сентября 2024 года сериал был официально продлён на второй сезон. Главные роли исполнят Филипп Янковский и Марк Эйдельштейн. К своим ролям также вернутся Светлана Иванова и Диана Енакаева. В актёрском составе отсутствует Анастасия Ивлеева, исполнившая главную роль в первом сезоне

## Саундтрек
Главным композитором выступила Дарья Чаруша. 16 декабря 2022 года альбом саундтреков стал доступен для прослушивания на «Яндекс. Музыке». Стриминговый сервис также создал плейлист, который включает в себя 12 песен различных исполнителей, среди которых: «Кино», «Hi-Fi», «Форум», Nasiba, Иван Дорн и многие другие. Все композиции прозвучали в разных эпизодах сериала.
| №                   | Название                           | Исполнитель(и)                     | Длительность |
| ------------------- | ---------------------------------- | ---------------------------------- | ------------ |
| 1.                  | «You Make Me Shine»                | Charusha feat. Юля Паршута         | 1:15         |
| 2.                  | «Радость принятия»                 | Charusha                           | 1:44         |
| 3.                  | «Всё у нас хорошо»                 | Charusha                           | 1:01         |
| 4.                  | «Аллилуйя»                         | Charusha feat. Ольга Ефремова      | 1:30         |
| 5.                  | «Дабл С»                           | Charusha                           | 1:38         |
| 6.                  | «Золотые Ворота»                   | Charusha                           | 0:55         |
| 7.                  | «Дубайская плясовая»               | Charusha                           | 1:45         |
| 8.                  | «Тревожное»                        | Charusha                           | 0:38         |
| 9.                  | «Всё пройдет»                      | Charusha                           | 1:13         |
| 10.                 | «Новая глава»                      | Charusha                           | 1:52         |
| 11.                 | «Вишня на снегу»                   | Charusha                           | 2:22         |
| 12.                 | «То, что сейчас будет — прекрасно» | Charusha                           | 0:48         |
| 13.                 | «Deep blue sky»                    | Charusha feat. Анастасия Гладилина | 1:52         |
| 14.                 | «Розовые сны»                      | Charusha                           | 1:45         |
| 15.                 | «Love is a pie»                    | Charusha feat. Юля Паршута         | 0:30         |
| 16.                 | «Come to mommy»                    | Charusha                           | 0:33         |
| 17.                 | «Божественная устремленность»      | Charusha                           | 1:17         |
| 18.                 | «Мотоциклетное кантри»             | Charusha                           | 1:42         |
| 19.                 | «Двор»                             | Charusha                           | 1:48         |
| 20.                 | «Венок (Гадания)»                  | Charusha feat. Анастасия Гладилина | 1:15         |
| 21.                 | «Мусорный бак»                     | Charusha                           | 0:56         |
| 22.                 | «Замок»                            | Charusha                           | 1:55         |
| 23.                 | «Китайское техно»                  | Charusha                           | 1:35         |
| 24.                 | «Учение — свет»                    | Charusha                           | 1:05         |
| 25.                 | «Курлык»                           | Charusha feat. Виктория Маслова    | 1:10         |
| 26.                 | «Их было две»                      | Charusha                           | 1:57         |
| 27.                 | «You dance I watch»                | Charusha                           | 1:15         |
| 28.                 | «Лечение молитвой»                 | Charusha                           | 0:48         |
| 29.                 | «Повеселились и ладно»             | Charusha                           | 2:54         |
| 30.                 | «Insane»                           | Charusha feat. Кристина Айрапетян  | 1:15         |
| 31.                 | «Перерождение»                     | Charusha                           | 0:56         |
| 32.                 | «Взаперти»                         | Charusha                           | 0:39         |
| 33.                 | «Искупление»                       | Charusha                           | 1:10         |
| 34.                 | «Тоска»                            | Charusha                           | 1:35         |
| 35.                 | «Варсонофий»                       | Charusha                           | 1:55         |
| 36.                 | «Томаты отдельным рейсом»          | Charusha                           | 1:32         |
| 37.                 | «Светлая грусть»                   | Charusha                           | 0:45         |
| 38.                 | «Аэропорт»                         | Charusha                           | 1:40         |
| 39.                 | «Цыплята»                          | Charusha                           | 0:51         |
| 40.                 | «Темнота»                          | Charusha                           | 1:44         |
| 41.                 | «Поезд»                            | Charusha                           | 1:13         |
| 42.                 | «Собачку забери»                   | Charusha                           | 0:59         |
| 43.                 | «Переправа»                        | Charusha                           | 1:21         |
| 44.                 | «14 лет»                           | Charusha                           | 1:41         |
| 45.                 | «Печаль»                           | Charusha                           | 0:40         |
| 46.                 | «Скорая»                           | Charusha                           | 1:22         |
| 47.                 | «Она в Монастыре»                  | Charusha                           | 0:55         |
| 48.                 | «Обещания»                         | Charusha                           | 2:28         |
| Общая длительность: | Общая длительность:                | Общая длительность:                | 65:04        |

## Отзывы
Дмитрий Камышенко (lifehacker.ru), посмотрев две серии, дал фильму отрицательный отзыв: «Плохая музыка и скучные герои делают „Монастырь“ слишком слабой драмой. При этом комедийная составляющая также проваливается — из‑за скудного набора тем для шуток. Распутная девица и монахи, слёзы и смех, юбки и рясы — образы, которые никак не сочетаются друг с другом».
Отрицательно фильм охарактеризовал епископ Зеленоградский Савва (Тутунов) (РПЦ). По его словам: первая серия сильного отторжения не вызывала, за исключением «ненужных подробностей постельных сцен», вторая вызвала иронию над откровенными ляпами, третья — насмешку над глупостью, а четвёртая — гнев на клевету. Главным минусом сериала он назвал то, что сообщество верующих людей в нём представлено как поголовно «неотмирных» в плохом смысле — неспособных мыслить, сосредоточенных на исполнении обрядов, признавая, что такие прихожане действительно есть. «Однако христиане неотмирны по своим устремлениям, насколько каждый может вместить, к Вечному Царству, неотмирны, потому что пытаются преобразить свою жизнь согласно заповедям Божиим, насколько способны».
Милена Фаустова в «Независимой газете» написала: «Заявленная эпатажность, граничащая порой с откровенной пошлостью, и штампы, которыми авторы картины сполна наделили представителей РПЦ, не делают фильм ни интересным, ни эстетически привлекательным. Хотя пара-тройка красивых кадров всё же присутствует».
Обозреватель «Литературной газеты» Поля Куликова писала: «Изощрённый разврат показан очень ярко и со знанием дела, а покаяние и перевоспитание блудницы, которую, надо сказать, очень убедительно сыграла Анастасия Ивлеева, явно сконструированы, не считаясь ни с правдой монастырской жизни, ни с логикой развития характеров персонажей. <…> Мораль сей шестисерийной басни проста: не волнуйтесь, барышни, грешите, а когда нагуляетесь, сходите в храм, и Бог пошлёт вам на выбор либо молодого жениха, либо зрелого папика».